# Andrakammarvalet i Sverige 1948
Andrakammarvalet i Sverige 1948 till riksdagens andra kammare hölls den 19 september 1948.

## Valkampanjen
1948 års valkampanj får sägas ha varit mycket hätsk. Den främsta striden stod emellan Folkpartiet och Socialdemokraterna. I det socialdemokratiska efterkrigsprogrammet, det så kallade "27-punktsprogrammet" föreslog partiet en socialiserad försäkringsbransch, centralstyrd utrikeshandel och statligt godkännande för investeringar. Även Folkpartiets program krävde mer av socialpolitik och konjunkturpolitik men inom ramen för marknadsekonomin. Likheterna mellan partiprogrammen var dock större än skillnaderna.
Ohlin blev den samlande gestalten i det som kom att kallas Planhushållningsmotståndet, understödd av Dagens Nyheters chefredaktör Herbert Tingsten och Näringslivets fond som publicerade F A Hayeks Vägen till träldom. Socialdemokraterna hamnade på defensiven eftersom regeringen 1947 tvingats återinföra ransoneringen på kaffe, te och kakao och 1948 börjat ransonera bensin.
I Dagens Nyheter förde dess chefredaktör Tingsten en intensiv kampanj mot regeringen. Tingsten hade från 1947 lanserat begreppet "vanstyre" som utmärkande för socialdemokraternas efterkrigspolitik. I tidningen kritiserade han regeringen för importrestriktionerna, ransoneringen, handelsavtalet med Sovjetunionen och löftesbrott. På valdagen uppmanade han på tidningens förstasida läsarna att rösta på Folkpartiet.
Den hätska tonen i samhällsdebatten innebar också att det i debatten gjordes ett antal personangrepp. På våren 1947 kallades finansminister Wigforss för "Sveriges mest hatade man". I debatten påståds att handelsminister Myrdal personligen skodde sig på regeringens handelsregleringar. Folkpartiets ledare Ohlin påstods vara personlig fiende till arbetarrörelsen och ett "verktyg för storkapitalismen".
I månadsskiftet augusti/september inträffade den så kallade Molander-affären. Den socialdemokratiska Morgon-Tidningen hävdade att Folkpartiet hade tagit emot miljoner kronor av "storfinansen", bland annat Boliden. Som stöd för detta hänvisade tidningen till den socialdemokratiske riksdagsledamoten och bankrevisorn Seth Molander som hävdade att han vid ett tillfälle fått se ett kontoutdrag från ett bankkonto med över tre miljoner kronor som tillhörde Folkpartiet. Ordföranden för Folkpartiets stockholmsavdelning, John Bergvall, förnekade att Folkpartiet hade ens en bråkdel av denna summa. Debatten blev så hätsk att partiledarna Ohlin och Erlander strax innan valet tillsatte en utredningskommitté för att granska frågan. På fredagskvällen innan valet kunde kommittén meddela att Molanders påstående helt saknade grund. I förlängningen ledde detta till att Molander avsade sig sin plats i riksdagen. Resultatet av kommitténs arbete dränktes dock i nyhetsflödet av en annan stor händelse, mordet på Folke Bernadotte.
Den 9 september debatterade Erlander och Ohlin i Vasaparken i Stockholm, en debatt som lockade mellan 30 000 och 50 000 personer till platsen. Debatten i Vasaparken har räknats som en milstolpe i de svenska valkampanjernas historia eftersom det aldrig skett tidigare att valets två huvudkonkurrenter på det sättet debatterade endast en dryg vecka innan valdagen.
Enligt en opinionsundersökning innan valet skulle socialdemokraterna endast få 42,5 procent av rösterna, det vill säga en kraftig tillbakagång. Under valnatten såg det först ut som om de borgerliga partierna skulle få majoritet i andra kammaren. På Dagens Nyheter hade man redan bestämt förstaupplagans huvudrubrik till "Den socialistiska majoriteten undanröjd". Det stod dock snart klart att socialdemokraterna hade lyckats mobilisera väljare som egentligen inte tänkt gå och rösta. Sent på valnatten stod det därför klart att socialdemokraterna kunde behålla regeringsmakten.
Intresset för valet gjorde att valdeltagandet ökade kraftigt, 10,8 procentenheter jämfört med valet 1944.
Partiernas valaffischer:
- Än har vi frihet att välja - välj Högern - frihetspartiet
- Har du fått nog av strutspolitiken ? Rösta då med Högern
- Någonting att lita på - Högern Frihetspartiet
- En sund politik till folkets bästa - välj Landsbygdspartiet Bondeförbundet
- Mera åt folket - mindre åt bolagen - Kommunisterna
- Jag röstar efter min egen åsikt - med Folkpartiet
- Spela med A-laget - säkra segern för Arbetarepartiet

## Valresultat
Huvudartikel: Resultat i andrakammarvalet 1948
För samtliga genom valet invalda riksdagsmän, se Lista över ledamöter av Sveriges riksdags andra kammare 1949–1952.
| Parti                | Parti                            | Partiledare             | Röster             | Röster | Röster | Mandatfördelning | Mandatfördelning |
| Parti                | Parti                            | Partiledare             | Antal              | %      | +− %   | Antal            | +−               |
| -------------------- | -------------------------------- | ----------------------- | ------------------ | ------ | ------ | ---------------- | ---------------- |
|                      | Socialdemokraterna               | Tage Erlander           | 1 789 459          | 46,13  | ▼0,41  | 112              | ▼3               |
|                      | Folkpartiet                      | Bertil Ohlin            | 882 437            | 22,75  | ▲9,84  | 57               | ▲31              |
|                      | Landsbygdspartiet Bondeförbundet | Axel Pehrsson-Bramstorp | 480 421            | 12,39  | ▼1,26  | 30               | ▼5               |
|                      | Högerns riksorganisation         | Fritiof Domö            | 478 786            | 12,34  | ▼3,50  | 23               | ▼16              |
|                      | Sveriges kommunistiska parti     | Sven Linderot           | 244 826            | 6,31   | ▼4,01  | 8                | ▼7               |
|                      | Vänstersocialistiska partiet     | Albin Ström             | 2 943              | 0,08   | ▲0,02  | —                | —                |
|                      | Övriga partier                   | —                       | 119                | 0,01   | ▼0,69  | —                | —                |
|                      | Socialistiska blocket (S + SKP)  | —                       | 2 034 285          | 52,44  | —      | 120              | —                |
|                      | Borgerliga blocket (LB + FP + H) | —                       | 1 841 644          | 47,48  | —      | 110              | —                |
| Antal giltiga röster | Antal giltiga röster             | Antal giltiga röster    | 3 878 991          | 100,00 |        | 230              |                  |
| Ogiltiga röster      | Ogiltiga röster                  | Ogiltiga röster         | 16 170             |        |        |                  |                  |
| Totalt               | Totalt                           | Totalt                  | 3 895 161 (82,7 %) |        |        |                  |                  |

Antalet röstberättigade utgjorde 4 707 783 personer.
Inför detta val sänktes rösträttsåldern från 23 år till 21 år. Även personer som var satta i konkurs eller var varaktigt omhändertagna av socialvården fick rösta för första gången. Den som var omyndigförklarad fick dock fortfarande inte rösta. 85 216 personer (1,2 % av landets befolkning) var inte röstberättigade trots att de upptogs i röstlängden. Av dessa var 22 426 (26,3 %) omyndigförklarade och 62 790 (73,7 %) utländska medborgare. Omyndigförklarade utländska medborgare räknades inte dubbelt, utan endast som utlänningar.
Högern, folkpartiet och bondeförbundet ingick i valkarteller i samtliga valkretsar förutom Göteborgs stads valkrets. Enligt statistiska centralbyrån vann de tre partierna totalt 7 mandat som annars skulle ha gått till socialdemokraterna eller kommunisterna om de borgerliga partierna inte samarbetat i valkarteller.
Vänstersocialisterna fick sina röster i Stockholms stads valkrets (166 röster), Stockholms läns valkrets (140 röster), Fyrstadskretsen (60 röster) Hallands läns valkrets (56 röster), Göteborgs stads valkrets (2 368) samt Skaraborgs läns valkrets (153 röster). Drygt 80 % av rösterna på partiet mottogs i Göteborgs stads valkrets.
22 av riksdagsledamöterna (9,56 %) var kvinnor. Två tillhörde högern, sju folkpartiet och 13 socialdemokraterna.

## Regeringsbildning
För Folkpartiet innebar valet en framgång utan motstycke. Dock kunde detta inte leda till regeringsskifte eftersom Folkpartiet i första hand tog väljare från Högerns riksorganisation och Bondeförbundet. Regeringen Erlander I satt kvar och bildade regering med stöd av Bondeförbundet.